# Брюс Уэйн (киноперсонаж, 1989)
Брюс Уэ́йн (англ. Bruce Wayne), более известный под псевдонимом Бэ́тмен (англ. Batman) — персонаж, фигурирующий в качестве главного героя в серии фильмов «Бэтмен» от Warner Bros. (1989—1997) и второстепенного персонажа в фильме медиафраншизы «Расширенная вселенная DC» (DCEU) «Флэш» (2023); является киноверсией одноимённого супергероя DC Comics. В первых двух картинах серии, снятых Тимом Бёртоном, — «Бэтмен» (1989) и «Бэтмен возвращается» (1992), — его сыграл Майкл Китон, а в последующих двух, поставленных Джоэлом Шумахером, — «Бэтмен навсегда» (1995) и «Бэтмен и Робин» (1997), — Вэл Килмер и Джордж Клуни.
Бэтмен в исполнении Майкла Китона понравился кинокритикам и послужил основой для последующих воплощений героя. В картине 2023 года «Флэш», согласно которой вселенные Бёртона и Шумахера являются двумя альтернативными нитями времени континуума DCEU, Китон и Клуни повторили свои роли.

## Биография

### Фильмы Тима Бёртона
Смерть родителей и конфронтация с Джокером
В детстве Уэйн, в компании своих родителей Томаса и Марты, смотрел в кинотеатре фильм «Знак Зорро». В тот же день, когда семья возвращалась домой, прямо на глазах Брюса грабитель хладнокровно застреливает его родителей. Осиротевший Уэйн остался на попечении Альфреда Пенниуорта (Майкл Гоф), верного семейного дворецкого. На похоронах родителей Уэйн сбегает и случайно натыкается на пещеру, кишащую летучими мышами. Наблюдая за тем, как летучие мыши вселяют страх в сердца людей, Брюс понял, что он может использовать этот образ, чтобы внушать такой же ужас преступникам. После десятилетий упорных тренировок Уэйн (Майкл Китон) вкладывает огромные средства в создание высокотехнологичного костюма летучей мыши, а также строит под фамильным поместьем секретное логово, Бэтпещеру. С того момента Брюс стал вести борьбу с преступностью в Готэме в качестве Бэтмена, мстителя, облачённого в костюм летучей мыши.
Спустя годы появления некоего «человека-летучей мыши» породили многочисленные городские легенды и слухи. Нашумела и гибель преступника Джонни Гоббса, который якобы упал с крыши не случайно, а был столкнут самим Бэтменом, действовавшим на манер вурдалака-кровопийцы. Но Брюс Уэйн не ограничивался лишь ночными вылазками в образе Бэтмена — он также активно участвовал в общественной и экономической жизни Готэма: щедро финансировал благотворительные мероприятия и поддерживал культурные инициативы. Однако Уэйн умело скрывал свою двойную жизнь, часто пропуская публичные мероприятия ради борьбы с преступностью.
Во время открытия благотворительного вечера в честь двухсотлетия Готэма, которое проходило в поместье Уэйнов, Брюс знакомится с фотографом Вики Вэйл (Ким Бейсингер).
Просматривая камеры видеонаблюдения в поместье, Уэйн замечает, что комиссар полиции Джеймс Гордон (Пэт Хингл) внезапно покинул мероприятие и направился на фабрику химических веществ Axis Chemicals из-за ограбления, совершённого Джеком Напье (Джек Николсон), правой рукой криминального авторитета Карла Гриссома (Джек Пэланс). Уэйн тотчас надевает костюм Бэтмена и отправляется на фабрику. В процессе потасовки Напье падает в чан с химикатами, в результате чего превращается в безумного, изуродованного криминального авторитета Джокера.
Брюс узнаёт, что Джокер распространяет смертоносный токсин «Смехотрикс» в различных потребительских товарах, обрекая жителей Готэма на гибель. Тем временем Альфред напоминает Уэйну о запланированной встрече с Вики в музее Флюгельхайм. Однако, Уэйн решает не идти на свидание. В музее вместо Брюса девушке наносит визит сам Джокер, жаждущий выведать у неё информацию о Бэтмене. Вовремя появляется облачённый в костюм летучей мыши Уэйн и спасает Вэйл от злодея.
Бэтмен привозит Вики в Бэтпещеру, где делится с ней расшифровкой кода химикатов Джокера и просит опубликовать это в прессе. Позже Уэйн, готовый наконец рассказать о своей двойной жизни, вновь встречается с Вики. Их разговор прерывает внезапно появившийся Джокер — он стреляет в Брюса, но тот выживает благодаря металлическому подносу.
Уэйн узнаёт в Джокере того самого грабителя, который много лет назад унёс жизни его родителей. В то же время Джокер готовится поразить «Смехотриксом» тысячи жителей Готэма; Бэтмен успешно срывает его план. Тогда Джокер похищает Вики и отправляется с ней в готический собор. Преследуя Джокера, Бэтмен находит его и Вики на верхнем ярусе постройки. Бэтмен вступает в яростную схватку с Джокером, обвиняя его в убийстве своих родителей. Когда преступник попытался скрыться на вертолёте, Бэтмен, с помощью своего грейферного пистолета, приковывает к его ноге одну из горгулий собора; статуя отрывается от своего основания, и Джокер разбивается насмерть. Впоследствии Департамент полиции Готэма устанавливает Бэт-сигнал, чтобы связаться с Бэтменом, когда необходима помощь.
Пингвин и Женщина-кошка
В разгар рождественских праздников некая банда «Красный треугольник» дерзко срывает ежегодную церемонию зажжения городской ёлки Готэма. Бэтмен с лёгкостью побеждает бандитов, однако не успевает спасти влиятельного промышленника Макса Шрека (Кристофер Уокен), которого группировка берёт в заложники. На следующий день один из членов «Красного треугольника» умыкает грудного сына мэра города. Из глубины подземных стоков выходит неожиданный спаситель — Пингвин (Дэнни Де Вито), загадочный человек с обезображенными чертами лица, ютившийся в глубинах канализации с тех пор, как его родители сбросили его в воды Готэма. С момента своего появления Пингвин стал предметом пристального внимания общественности, а городские власти поспешили предоставить ему доступ к архивам, чтобы он смог разыскать своих родителей. Брюс вычисляет, что Пингвин в прошлом выступал в цирке «Красный треугольник», связанным с чередой исчезновений детей. Уэйн делает вывод, что Пингвин не тот, за кого себя выдаёт, и уже знал, кто его родители, планируя ещё более коварное преступление. Между тем, Пингвин завоёвывает уважение жителей Готэма. Общественность узнаёт его настоящее имя — Освальд Кобблпот, а также то, что его родители умерли много лет назад. Навестив Шрека, — которого шантажировал Освальд, вынудивший помочь ему в адаптации к обществу, — Уэйн отказывается финансировать его проект по строительству новой электростанции. Там же Брюс знакомится с секретаршей Шрека, Селиной Кайл (Мишель Пфайффер), не подозревая о её тайной жизни как мстительницы, известной под именем Женщина-кошка. Селина горит желанием отомстить Шреку за попытку убийства, когда она узнала истинную цель строительства электростанции — выкачивание энергии из Готэма.
С подачи Шрека Пингвин официально объявляет о своём намерении баллотироваться на пост мэра Готэма. Позже Уэйн и Кайл узнаю́т, что Кобблпот похитил Ледяную принцессу (Кристи Конауэй), которая должна была торжественно зажечь рождественскую ёлку; чтобы направить подозрения на Бэтмена, он оставил на месте преступления бэтаранг. Пока Бэтмен расследует похищение, банда «Красный треугольник» взламывает Бэтмобиль и предоставляет Пингвину дистанционный контроль над ним. Бэтмен обнаруживает пропавшую Ледяную принцессу на краю крыши, но тут же появляется Пингвин и раскрывает свой зонтик, выпуская стаю летучих мышей. Испуганная девушка теряет равновесие и падает насмерть. Она сваливается на кнопку, зажигая ёлку и выпуская из-под её основания ещё одну стаю летучих мышей, которые атакуют толпу. Бэтмен скрывается, став главным подозреваемым в убийстве Ледяной принцессы.
Бэтмен возвращается в Бэтмобиль, однако дистанционно управляемая Пингвином машина отправляется в разрушительную поездку по улицам Готэма. Тёмному рыцарю удаётся отключить сигнал и скрыться от преследующей его полиции. Спустя некоторое время Уэйн и Альфред взламывают динамики на Готэм-плаза во время речи Пингвина и проигрывают компрометирующую запись, на которой злодей открыто хвастается своими манипуляциями над городом. Это вызывает возмущение и бунт среди горожан. На балу-маскараде Шрека Кайл раскрывает Уэйну свой замысел убить Шрека, и в ходе разговора они узнаю́т о тайных личностях друг друга. В этот момент Пингвин пробивает пол в зале и объявляет присутствующим, что в данный момент его подручные похищают их первенцев, после чего берёт Шрека в заложники. Брюс сразу же покидает маскарад и, перевоплотившись в Бэтмена, освобождает детей.
Бэтмен узнаёт, что Освальд собирается уничтожить Готэм, отправив своих пингвинов обстреливать город ракетами. Вместе с Пенниуортом Крестоносец в плаще перенаправляет вооружённых пингвинов на убежище злодея. После этого Бэтмен и Пингвин сражаются; как итог, последний падает в ядовитые воды канализации и погибает. Бэтмен пытается помешать Кайл убить Шрека и раскрывает свою тайну личности. Селина всё же убивает Макса, поцеловав его с электрошокером во рту, а затем таинственно исчезает. Впоследствии полиция захватывает разрушенное логово Пингвина, а Уэйн обнаруживает в переулке кошку Кайл, Мисс Киску, и берёт её к себе. В этот момент за ним с крыши наблюдает Женщина-кошка, а в небе появляется Бэт-сигнал.

### Фильмы Джоэла Шумахера
Двуликий и Загадочник
Бэтмен (Вэл Килмер) отправляется на помощь Гордону и психиатру Чейс Меридиан (Николь Кидман), чтобы помешать гангстеру Двуликому (Томми Ли Джонс) ограбить Второй банк Готэма. Некогда Двуликий был окружным прокурором Харви Дентом, пока преступник не изуродовал кислотой половину его лица; в случившемся он ошибочно винит Бэтмена. Тёмный рыцарь мешает Двуликому ограбить банк, но при этом злодею удаётся скрыться.
На следующий день в стенах Wayne Enterprises Брюс Уэйн знакомится с одержимым им сотрудником Эдвардом Нигмой (Джим Керри). Нигма создал прибор, способный передавать телевизионные сигналы прямо в мозг человека. Брюс отказывает ему в финансировании изобретения, заявив, что наука, лежащая в его основе, «вызывает слишком много вопросов». Охваченный жаждой мести, Нигма провозглашает себя Загадочником и объединяется с Двуликим для уничтожения Бэтмена и Брюса Уэйна, которые, как вскоре выявляет Эдвард, — один и тот же человек.
Во время благотворительного циркового представления Уэйн становится свидетелем того, как Двуликий убивает семью акробатов, известных как «Летающие Грейсоны»; выживает только младший из них, Дик (Крис О’Доннелл). Уэйн берёт его к себе подопечным. Вскоре Дик, узнав тайну Уэйна и желая отомстить Двуликому за утраченную семью, просит сделать его своим напарником по борьбе с преступностью. Брюс отказывается, не желая брать на себя ответственность за ещё одну потерянную жизнь.
Параллельно Уэйн заводит романтические отношения с Меридиан, желающей помочь ему преодолеть травму, нанесённую смертью родителей. Брюс решает перестать бороться с преступностью и зажить с ней нормальной жизнью. Однако, прежде чем он успевает ей об этом сказать, в его поместье вторгаются Загадочник и Двуликий: злодеи берут Меридиан в заложники и разрушают Бэтпещеру. Бэтмен отправляется на их поиски вместе с Диком, которого наконец принимает в качестве своего напарника — Робина.
Двуликий и Загадочник удерживают в заложниках Чейс и Робина, заставляя Тёмного рыцаря выбирать между спасением любимой девушки и компаньона. Вместо этого Бэтмен уничтожает устройство Загадочника, тем самым сводя его с ума, и спасает Меридиан и Робина. После этого Двуликий направляет на Бэтмена и его союзников дуло пистолета и подбрасывает монету, чтобы решить их судьбу. Бэтмен, в свою очередь, кидает в него горсть монет, отчего злодей срывается с высоты и падает замертво.
Мистер Фриз, Ядовитый Плющ и Бейн
В Готэме орудует новый злодей, Мистер Фриз (Арнольд Шварценеггер), который совершает серию краж бриллиантов, чем и привлекает внимание Бэтмена (Джордж Клуни) и Робина. Во время потасовки Фриз замораживает Робина и, пощадив Бэтмена, скрывается. Уэйн отчитывает Дика за своеволие в битвах. Грейсон, в свою очередь, выражает желание быть независимым от Бэтмена. Уэйн узнаёт, что Фриз — это доктор Виктор Фрис, который ищет лекарство от синдрома Макгрегора, поразившего его жену Нору. Чтобы сохранить супруге жизнь, он поместил её в криогенный сон. Во время своих исследований Фрис случайно упал в резервуар с модифицированным жидким азотом, в результате чего ныне не может существовать вне минусовой температуры. Чтобы заманить Фриза в ловушку, Уэйн устраивает благотворительный бал с продажей драгоценных бриллиантов и присутствует на нём вместе с Диком в качестве Бэтмена и Робина, что приводит к успешной поимке Фриза. Там же Уэйн и Грейсон знакомятся с доктором Памелой Айсли (Ума Турман), метачеловеком-экотеррористкой, называющей себя Ядовитым Плющом. Соблазнив Робина, Плющ заключает союз с Фризом и помогает ему сбежать из психиатрической клиники «Аркхем». Затем Плющ отключает систему жизнеобеспечения Норы и убеждает Фриза в том, что это сделал Бэтмен.
В поместье Уэйнов приезжает Барбара Уилсон (Алисия Сильверстоун), племянница Альфреда. Примерно в то же время Уэйн узнаёт, что Альфред смертельно болен тем же синдромом Макгрегора, что и жена Фриза. Барбара проникает в Бэтпещеру, надевает костюм, ранее подготовленный для неё Альфредом, и становится Бэтгёрл. Бэтмен и Робин принимают помощь Бэтгёрл в их противостоянии Фризу и Плющу. Злодеи замыслили покрыть льдом Готэм, используя мощное замораживающее устройство, изобретённое Фризом. Бэтгёрл побеждает Ядовитого Плюща, после чего трио отправляется в обсерваторию, где Фриз применяет свой леденящий луч. Робин и Бэтгёрл обезвреживают слугу Плюща, Бейна (Роберт Свенсон). В то же время Бэтмен побеждает Фриза и направляет телескоп на спутники, чтобы отразить солнечный свет и растопить Готэм. Фриз в этот момент приводит в действие несколько бомб вокруг замораживающего луча, тем самым уничтожив его. Несмотря на это, команде удаётся разморозить город. Бэтмен сообщает Фризу, что его жена жива и была вовремя спасена.
Бэтмен просит у Фриза лекарство от синдрома Макгрегора, необходимое для спасения жизни Альфреда. Фриз даёт ему препарат и отправляется снова в «Аркхем», а Пенниуорт полностью выздоравливает и воссоединяется с Уэйном, Грейсоном и Барбарой.

### Расширенная вселенная DC
Помощь Флэшам и Супергёрл
В 2023 году Барри Аллен (Эзра Миллер), метачеловек, известный миру как Флэш, отправляется в прошлое, намереваясь предотвратить смерть своей матери, и случайно попадает в альтернативный 2013 год, где различные события, предшествующие дате убийства его матери, изменились. Постаревший Брюс Уэйн (Китон) отошёл от своего альтер эго, Бэтмена, замкнувшись в поместье Уэйнов. Ему удалось избавить Готэм от преступности, сделав его одним из самых безопасных городов в мире. Брюс встречает проникших в поместье Барри и юного двойника Барри из этой нити времени, который только недавно обрёл силы, непреднамеренно переданные ему взрослым Барри. Уэйн приходит к выводу, что Флэш объединил несколько вселенных в одну. Взрослый Барри рассказывает ему, что криптонец генерал Зод (Майкл Шеннон) и его армия готовятся к вторжению на Землю, и просит помочь найти Супермена, чтобы объединить силы и победить Зода. Уэйн отказывается и уходит.
Аллены проникают в Бэтпещеру, где с помощью компьютера пытаются вычислить местоположение Супермена. Внезапно Уэйн переосмысливает свой отказ и вновь облачается в костюм Бэтмена, чтобы помочь двум Барри освободить Супермена; Брюс выяснил, что его удерживают на засекреченном военном объекте в Сибири. Группа прибывает в Сибирь, однако вместо Супермена обнаруживает его двоюродную сестру, Кару Зор-Эл (Саша Калле). Вместе с ней они возвращаются в поместье Уэйнов. Позже Кара отправляется на поиски Зода.
Уэйн помогает взрослому Барри повторить инцидент, который наделил его способностями. Барри получает удар молнией, но система даёт сбой, и аппарат Брюса выходит из строя. Вовремя появившаяся Зор-Эл уносит Барри в небо, где его снова поражает молния, и силы успешно возвращаются. Объединившиеся Уэйн, два Барри и Зор-Эл провозглашают себя «Лигой справедливости» и отправляются в пустыню, чтобы сразиться с Зодом и его войсками. В ходе битвы Зор-Эл погибает от руки Зода, а Уэйн, стремившийся уничтожить самый крупный криптонский корабль, не может катапультироваться с Бэткрыла из-за повреждений и врезается в этот самый корабль. Решив отправиться в прошлое и предотвратить гибель своих друзей, Флэши переносятся во времени на 10 минут назад и предупреждают Бэтмена о том, что криптонский корабль защищён и взорвать его не удастся. Тогда Бэтмен нападает на криптонского джаггернаута Нам-Эка и вырубает его своими бомбами, однако умирает на руках Флэша от полученных травм. Юный Барри раз за разом возвращается в прошлое, надеясь спасти их, но всегда терпит неудачу. Столкнувшись с Тёмным Флэшем и увидев столкновения различных вселенных, взрослый Барри принимает решение не препятствовать смерти своей матери и отменяет все свои действия, нацеленные на её спасение. Таким образом он распутывает вселенные, предотвратив и вторжение Зода на Землю, и смерть Брюса, которого, предположительно, возвращает в восстановленную вселенную.
В «исправленной» реальности отец взрослого Барри, несправедливо осуждённый за убийство своей жены, обретает свободу. Брюс Уэйн из этой вселенной звонит Барри и поздравляет его с освобождением отца. Однако Уэйн (Клуни) снова выглядит иначе, чем тот, которого знал Аллен (Бен Аффлек). Это произошло потому, что Барри слегка изменил события в прошлом, чтобы создать доказательства невиновности отца.

## Создание образа

### Кинопробы
На роль Бэтмена претендовал ряд известных киноактёров. Так, в период, когда режиссёрское кресло экранизации похождений Тёмного рыцаря занимал автор «Охотников за привидениями» Айван Райтман, а сценарную работу вёл Том Манкевич, кандидатом на роль был Билл Мюррей; по замыслу Манкевича, в фильме должен был появиться Дик Грейсон / Робин, на которого рассматривался Эдди Мерфи. Одно время к проекту был также прикреплён режиссёр «Гремлинов» Джо Данте. Сюжет, придуманный Манкевичем, носил комедийный характер, пока должность режиссёра не получил Бёртон. Среди прочих кандидатов на роль Брюса Уэйна были: Мел Гибсон, Кевин Костнер, Чарли Шин, Том Селлек, Харрисон Форд, Пирс Броснан, Рэй Лиотта, Уиллем Дефо, Алек Болдуин, Курт Рассел, Патрик Суэйзи, Джон Траволта, Ричард Гир, Кайл Маклахлен, Майкл Бин, Деннис Куэйд, Брюс Уиллис, Стивен Сигал и Жан-Клод Ван Дамм. Продюсер Джон Питерс отдал роль Майклу Китону, отметив его подходящие для образа Бэтмена «нервные, мучительные черты», и обосновав свои доводы драматическим выступлением актёра в фильме «В трезвом уме и твёрдой памяти». В то время Китон славился комедийными ролями в лентах «Мистер мама» и «Битлджус», причём последнюю снял Бёртон. Без последствий не обошлось: от поклонников Бэтмена последовала буря возмущений — люди считали, что Майкл обладает чересчур комичным типажом и на роль Крестоносца в плаще не подходит. В офисы Warner Bros. пришло свыше 50 000 писем с протестами, на фоне чего сценарист Сэм Хэмм, продюсер Майкл Услан и даже создатель Бэтмена Боб Кейн тоже выразили сомнения относительно выбора на эту роль Китона.
Рекаст
Майкл Китон не стал возвращаться к роли Бэтмена в третьем фильме тетралогии, а потому Тим Бёртон, оставшийся в качестве продюсера, предложил воплотить персонажа Джонни Деппу, но режиссёр Джоэл Шумахер остановился на Вэле Килмере. В четвёртом фильме Брюса Уэйна и его альтер эго играет уже Джордж Клуни; по мнению Шумахера, Клуни смог придать «лёгкость» своему образу, чего не сделали в своё время Китон и Килмер.

### Костюмы
Костюм Бэтмена из фильма 1989 года сделал художник Боб Рингвуд. Ради работы над «Бэтменом» он отказался от возможности принять участие в создании картины про Джеймса Бонда «Лицензия на убийство». По словам Рингвуда, процесс создания костюма был очень трудоёмким: «В комиксах Бэтмен изображён в виде здоровяка ростом метр восемьдесят четыре с ямочкой на подбородке. Майкл Китон — парень среднего телосложения. Поэтому задачей было перевоплотить человека среднего роста и обыкновенной внешности в это существо величиной с жизнь». Продюсер Джон Питерс хотел, чтобы на костюме Бэтмена красовалась эмблема компании Nike, но Бёртон и Рингвуд отвергли эту идею, решив, что при таком раскладе Тёмный рыцарь не будет выглядеть устрашающе. Всего было изготовлено 28 латексных образцов костюма, а также 25 вариантов плащей и 6 вариантов масок. Бёртон отказался от использования спандекса при разработке костюма Бэтмена, так как посчитал, что внешний вид защитника Готэма тогда не внушал бы страх, ввиду чего Китона облачили в чёрную броню.
В фильме «Бэтмен возвращается» на груди костюма Бэтмена появилась эмблема, аналогичная комиксному варианту, а в качестве материала выступил гибкий вспененный латекс. Авторы картины оснастили обновлённый костюм молнией, позволяющей носителю ходить в туалет между дублями, и новым торсом с пластиковой бронёй, более не похожей на скульптурные мышцы. В полной экипировке Китон плохо слышал из-за плотно прилегающей маски, но подвижность головы была значительно улучшена в сравнении с первым костюмом. Благодаря более тонкой и эластичной маске увеличился диапазон поворота головы, однако оставались зазоры, отгибающиеся от щеки Майкла. Знаменитое движение «Bat-Turn» (с англ. — «Бэт-поворот») стало знаковым элементом образа персонажа. Специалисты по костюмам провели семь недель, моделируя наряды Бэтмена для ленты «Бэтмен навсегда» по слепку тела Вэла Килмера. Добавление сосков и гульфика к костюмам Бэтмена и Робина в «Бэтмене и Робине» стало предметом насмешек и осуждения со стороны поклонников и критиков.
Костюм Бэтмена из фильма «Флэш» был создан художником Алексом Бернсом. Майкл Китон отказался сниматься в костюме из «Бэтмена» 1989 года, поскольку, по его словам, работать в нём было невозможно. «Он был очень расстроен, так как не мог двигать шеей и так далее. Дизайн был идеален, но в кино нередко случается так: чем лучше выглядит костюм, тем он неудобнее», — рассказал Энди Мускетти, режиссёр «Флэша».

## В других медиа-адаптациях

### Телесериалы
Бэтмен Майкла Китона упоминается в кроссовере медиафраншизы «Вселенная „Стрелы“» «Кризис на бесконечных Землях», из которого следует, что события фильмов «Бэтмен» (1989) и «Бэтмен возвращается» (1992) разворачиваются во вселенной «Земля-89» — Брюс Уэйн / Бэтмен поймал Джокера (несмотря на его смерть в «Бэтмене») и женился на Селине Кайл / Женщине-кошке.

### Игры
В августе 2015 года костюм из фильма 1989 года появился в игре Batman: Arkham Knight в качестве альтернативного скина Бэтмена.

### Комиксы
По мотивам фильмов
Бэтмен Майкла Китона фигурирует в комикс-адаптации «Бэтмена» Тима Бёртона, — Batman: The Official Comic Adaptation of the Warner Bros Motion Picture (с англ. — «Бэтмен: Официальная комикс-адаптация кинофильма Warner Bros.»), — увидевшей свет в июне 1989 года. Сценаристом выступил редактор DC Деннис О’Нил, а художником — Джерри Ордуэй.
«Бэтмен возвращается» обзавёлся комикс-адаптацией, получившей название Batman Returns: The Official Comic Adaptation of the Warner Bros Motion Picture (с англ. — «Бэтмен возвращается: Официальная комикс-адаптация кинофильма Warner Bros.»), в июне 1992 года. Историю вновь написал Деннис О’Нил, иллюстрации выполнили Стив Эрвин и Хосе Луис Гарсиа-Лопес.
Вольное продолжение
В 2021 году DC запустило серию комиксов Batman ’89, сюжетно продолжающую картины 1989 и 1992 годов; главным героем является Бэтмен Майкла Китона.

### Роман
Брюс Уэйн / Бэтмен Китона — центральный персонаж романа «Бэтмен: Воскрешение» за авторством Джона Джексона Миллера, действие которого разворачивается во вселенной фильмов Тима Бёртона.

## Восприятие и влияние
Киновоплощение Бэтмена от Майкла Китона оказало существенное влияние на последующие интерпретации персонажа. Так, Кевин Конрой, озвучивший Крестоносца в плаще в мультсериале «Бэтмен» 1992 года, вдохновился версией персонажа из картин Бёртона. В «Бэтмене» 1989 года у героя Китона есть грейферный пистолет и плащ, способный затвердевать и преобразовываться в дельтаплан — эти элементы отразились на будущих киноверсиях Тёмного рыцаря. Мрачный, лаконичный образ Брюса Уэйна Китона брали за основу создатели не только фильмов живого действия, но и видеоигр и оммажей.
Будучи в костюме, Бэтмен из вселенной Бёртона менял свой голос; этой фишкой впоследствии пользовались Кевин Конрой, Кристиан Бейл и Бен Аффлек, игравшие супергероя в мультсериале 1992 года, кинотрилогии «Тёмный рыцарь» и медиафраншизе «Расширенная вселенная DC».
В 1990 году костюм Бэтмена, наряду с нарядами других персонажей из фильма «Бэтмен» 1989 года, были номинированы на премию BAFTA в категории «лучший дизайн костюмов». Также костюмы персонажей в каждом фильме тетралогии номинировались на «Сатурн» как «лучшие костюмы» (1991, 1993, 1996 и 1998). В 1993 году Майкл Китон и Мишель Пфайффер претендовали на приз MTV Movie Awards за лучший поцелуй в фильме «Бэтмен возвращается» 1992 года. В 1996 году Вэл Килмер, фигурирующий в образе Бэтмена в ленте «Бэтмен навсегда» 1995 года, получил номинацию на награду MTV Movie Awards в категории «самый желанный мужчина». В 1998 году Джордж Клуни и Крис О’Доннелл, сыгравшие Бэтмена и Робина в фильме «Бэтмен и Робин» 1997 года, попали в список кандидатов на антипремию «Золотая малина» в категории «худший актёрский дуэт».
В рейтинге «100 лучших героев и злодеев по версии AFI» Бэтмен Майкла Китона занял 46-е место среди героев, а Джокер Джека Николсона — 45-е место среди злодеев. В июне 2019 года российское новостное интернет-издание «Лента.ру» со ссылкой на журнал The Hollywood Reporter сообщило, что компания Morning Consult провела опрос американских зрителей на выбор лучшего исполнителя роли Бэтмена. Все три исполнителя роли из тетралогии 1989—1997 годов вошли в пятёрку лучших. Вэл Килмер занял 5-е место, Джордж Клуни — 3-е. Майкл Китон расположился на 2-м месте, уступив победителю Кристиану Бейлу всего 1 % голосов.
Кинопорталы The Conversation, Business Insider, Comic Book Resources и Chicago Tribune назвали Бэтмена Майкла Китона лучшим персонажем «Флэша».

### Сопоставления с «Бёрдмэном»
Кинозрители зачастую сравнивают персонажа Майкла Китона в фильме «Бёрдмэн» (реж. Алехандро Иньярриту) с его Бэтменом в экранизациях Тима Бёртона. Некоторые фанаты пришли к выводу, что образ Китона в фильме отражает жизнь актёра после роли Бэтмена; «Бёрдмэн» повествует о Риггане Томпсоне, пожилом актёре, который известен тем, что в начале своей карьеры сыграл крылатого супергероя.
Когда Иньярриту предложил Китону сыграть Риггана, тот сначала не воспринял его предложение всерьёз, решив, что постановщик глумится над ним за роль Бэтмена. Невзирая на сравнения с Ригганом, а также на распространённое у поклонников мнение о том, что он снялся в «Бёрдмэне» ради вымещения разочарования ролью Бэтмена, Китон неоднократно заявлял, что любит вспоминать те времена, когда играл защитника Готэма, и очень ценит эту роль.
Китон был номинантом на премию «Оскар» за лучшую мужскую роль в «Бёрдмэне»; в списке кандидатов на эту награду он оказался впервые за свою кинокарьеру. Ввиду такого успеха Майкл получил роль злодея Эдриана Тумса / Стервятника в фильме «Кинематографической вселенной Marvel» «Человек-паук: Возвращение домой» (2017).